# Phyllanthus symphoricarpoides
Phyllanthus symphoricarpoides är en emblikaväxtart som beskrevs av Carl Sigismund Kunth. Phyllanthus symphoricarpoides ingår i släktet Phyllanthus och familjen emblikaväxter. Inga underarter finns listade i Catalogue of Life.